# 군사 계급

군사 계급(軍事階級, 영어: military rank)은 군대 또는 군대와 유사한 조직 내의 체계적인 계층 관계를 말한다. 군 조직의 상하 관계와 지휘 계통을 원활하게 하기 위해 운용된다.

## 나라별 군인 계급의 차이
병과 부사관은 각 국가마다 정하는 체계가 달라 NATO OR Code 같은 것으로 동맹국간의 사전합의를 보나, 장교의 경우 징병제 국가든 모병제 국가이든 계급을 거의 동일하게 적용한다. 예를 들어 영국 육군의 Corporal은 부사관 2번째 계급이지만 미 육군에서는 부사관 최하위 계급이며 병으로 구분되는 Specialist와 위치상으로는 동급으로 규정한다. 대한민국 육군은 Corporal을 상등병으로 번역하지만 영국군에서 Corporal은 대한민국 국군의 하사에 해당하는 분대장 직책을 수행하며 미 육군의 Corporal은 대한민국 국군의 병장급에 해당하는 사격조장, 부분대장의 직책을 수행한다. 한자를 사용하는 대만은 상등병은 Private Senior Class로 Corporal은 하사로 번역하고 부사관으로 구분하여 부분대장, 분대장의 역할을 맡기지만 싱가포르군에서는 Corporal을 하사로 한자번역하면서도 부사관이 아닌 병으로 구분한다. 러시아군처럼 부사관이라는 계층이 분대장, 전차장 정도의 고참병사, 하급부사관 역할만을 담당하고 상급부사관의 역할을 준사관이 담당하는 경우 계층적으로도 서방세계와의 일대일 대응이 어려운 경우가 있다. 이 때문에 대한민국 국군도 카투사를 비롯하여 각 군의 장병들과 미군 간의 교류 발생시 혼란을 막기 위해서 '양 국 병사와 부사관은 상대 국가 병과 부사관의 계급을 그대로 인정하고 예우'하도록 하는 규정으로 사전합의를 해두었다. 이는 한국군의 베트남전 참전 이후 엄격히 시행되고 있다.
흔히 언론에서 일컫는 '사병'이란 말은 한국에서 징집병을 뜻하나, 이는 1994년 군인사법 개정 이후 '하사관'과 마찬가지로 쓰이지 않는 단어이다. 영어로는 'enlisted'라고 번역된다. 그러나 원래 한국에서 '사병'이라는 말은 '부사관'(non-commissioned officer)을 포함하는 의미였다. 따라서, 한국어로는 장병이나 (군인 모두를 의미), 장교, 부사관, 병으로 구분하여 명시하여야 한다.
대한민국 합동참모본부의 공식 자료에 따르면, 대한민국 국군 원사 계급의 영어명은 ‘Command Sergeant Major’이지만, Command Sergeant Major는 미군 계급으로 원사가 아닌 ‘주임원사(별도의 계급이 아닌 보직)에 해당하므로 ‘Sergeant Major’가 보다 합리적인 명칭이다.
미군 계급에서 위관급은 Company Grade Officer, 영관급은 Field Grade Officer, 장성급은 General Officer라고 흔히 불린다. 또 Lieutenant는 중위와 소위를 통칭하며, Sergeant는 부사관을 모두 아우르는 말이다.

### 도표
아래의 도표는 대한민국·미국, 중공, 일본과 북한의 군사 계급의 명칭을 담고 있다.
| NATO 계급 부호 | NATO 계급 부호 | 미군 급여 등급 | 국군            | 북한군              | 자위대                      | 중국군                 | 미군                                       | 미군                                            | 미군                                                | 미군                                                                     | 미군 |                         |
| NATO 계급 부호 | NATO 계급 부호 | 미군 급여 등급 | 국군            | 북한군              | 자위대                      | 중국군                 | 육군                                       | 해병대                                          | 공군                                                | 해군                                                                     | 해안 경비대 |                         |
| -------------- | -------------- | -------------- | --------------- | ------------------- | --------------------------- | ---------------------- | ------------------------------------------ | ----------------------------------------------- | --------------------------------------------------- | ------------------------------------------------------------------------ | --- | ----------------------- |
| -              | -              | -              | -               | 대원수 (大元帥)     | -                           |                        | General of the Armies 육군대원수           | -                                               | General of the Air Forces 공군대원수                | Admiral of the Navy 해군 대원수                                          | - |                         |
| OF-10          | OF-10          | O-11           | 원수 (元帥)     | 원수 (元帥)         | -                           |                        | General of the Army 육군 원수              | -                                               | General of the Air Force 공군 원수                  | Fleet Admiral 해군 원수                                                  | - |                         |
| OF-10          | OF-10          | O-11           | 원수 (元帥)     | 차수 (次帥)         | -                           |                        | General of the Army 육군 원수              | -                                               | General of the Air Force 공군 원수                  | Fleet Admiral 해군 원수                                                  | - |                         |
| OF-9           | OF-9           | O-10           | 대장 (大將)     | 대장 (大將)         | 막료장 (幕僚長)             | 상장 (上將)            | General 육군•공군•해병대장                 | General 육군•공군•해병대장                      | General 육군•공군•해병대장                          | Admiral 해군•해안경비대대장                                              | Admiral 해군•해안경비대대장 |                         |
| OF-8           | OF-8           | O-9            | 중장 (中將)     | 상장 (上將)         | 장 (將)                     | 중장 (中將)            | Lieutenant General 육군•공군•해병중장      | Lieutenant General 육군•공군•해병중장           | Lieutenant General 육군•공군•해병중장               | Vice Admiral 해군•해안경비대중장                                         | Vice Admiral 해군•해안경비대중장 |                         |
| OF-7           | OF-7           | O-8            | 소장 (少將)     | 중장 (中將)         | 장보 (將補)                 | 소장 (少將)            | Major General 육군•공군•해병소장           | Major General 육군•공군•해병소장                | Major General 육군•공군•해병소장                    | Rear Admiral (Upper Half) 해군•해안경비대소장                            | Rear Admiral (Upper Half) 해군•해안경비대소장 |                         |
| OF-6           | OF-6           | O-7            | 준장 (准將)     | 소장 (少將)         | -                           | 대교 (大校)            | Brigadier General 육군•공군•해병준장       | Brigadier General 육군•공군•해병준장            | Brigadier General 육군•공군•해병준장                | Rear Admiral (Lower Half) Flotilla admiral Commodore 해군•해안경비대준장 | Rear Admiral (Lower Half) Flotilla admiral Commodore 해군•해안경비대준장                                                                                                   |                         |
| OF-5           | OF-5           | O-6            | 대령 (大領)     | 대좌 (大佐)         | 일등좌 (一等佐)             | 상교 (上校)            | Colonel 육군•공군•해병대령                 | Colonel 육군•공군•해병대령                      | Colonel 육군•공군•해병대령                          | Captain 해군•해안경비대대령                                              | Captain 해군•해안경비대대령 |                         |
| OF-5           | OF-5           | O-6            | 대령 (大領)     | 상좌 (上佐)         | 일등좌 (一等佐)             | 상교 (上校)            | Colonel 육군•공군•해병대령                 | Colonel 육군•공군•해병대령                      | Colonel 육군•공군•해병대령                          | Captain 해군•해안경비대대령                                              | Captain 해군•해안경비대대령 |                         |
| OF-4           | OF-4           | O-5            | 중령 (中領)     | 중좌 (中佐)         | 이등좌 (二等佐)             | 중교 (中校)            | Lieutenant Colonel 육군•공군•해병중령      | Lieutenant Colonel 육군•공군•해병중령           | Lieutenant Colonel 육군•공군•해병중령               | Commander 해군•해안경비대중령                                            | Commander 해군•해안경비대중령 |                         |
| OF-3           | OF-3           | O-4            | 소령 (少領)     | 소좌 (少佐)         | 삼등좌 (三等佐)             | 소교 (少校)            | Major 육군•공군•해병소령                   | Major 육군•공군•해병소령                        | Major 육군•공군•해병소령                            | Lieutenant Commander 해군•해안경비대소령                                 | Lieutenant Commander 해군•해안경비대소령 |                         |
| OF-2           | OF-2           | O-3/O-3E       | 대위 (大尉)     | 대위 (大尉)         | 일등위 (一等尉)             | 상위 (上尉)            | Captain 육군•공군•해병대위                 | Captain 육군•공군•해병대위                      | Captain 육군•공군•해병대위                          | Lieutenant 해군•해안경비대대위                                           | Lieutenant 해군•해안경비대대위 |                         |
| OF-2           | OF-2           | O-3/O-3E       | 대위 (大尉)     | 상위 (上尉)         | 일등위 (一等尉)             | 상위 (上尉)            | Captain 육군•공군•해병대위                 | Captain 육군•공군•해병대위                      | Captain 육군•공군•해병대위                          | Lieutenant 해군•해안경비대대위                                           | Lieutenant 해군•해안경비대대위 |                         |
| OF-1           | OF-1           | O-2/O-2E       | 중위 (中尉)     | 중위 (中尉)         | 이등위 (二等尉)             | 중위 (中尉)            | First Lieutenant 육군•공군•해병중위        | First Lieutenant 육군•공군•해병중위             | First Lieutenant 육군•공군•해병중위                 | Lieutenant Junior Grade 해군•해안경비대중위                              | Lieutenant Junior Grade 해군•해안경비대중위 |                         |
| OF-1           | OF-1           | O-1/O-1E       | 소위 (少尉)     | 소위 (少尉)         | 삼등위 (三等尉)             | 소위 (少尉)            | Second Lieutenant 육군•공군•해병소위       | Second Lieutenant 육군•공군•해병소위            | Second Lieutenant 육군•공군•해병소위                | Ensign 해군•해안경비대소위                                               | Ensign 해군•해안경비대소위 |                         |
| WO             | WO-5           | W-5            | 준위 (准尉)     | -                   | 준위 (准尉)                 | -                      | Chief Warrant Officer, Five 준위장, 5호봉  | Chief Warrant Officer, Five 준위장, 5호봉       | -                                                   | Chief Warrant Officer, Five 준위장, 5호봉                                | - |                         |
| WO             | WO-4           | W-4            | 준위 (准尉)     | -                   | 준위 (准尉)                 | -                      | Chief Warrant Officer, Four 준위장, 4호봉  | Chief Warrant Officer, Four 준위장, 4호봉       | -                                                   | Chief Warrant Officer, Four 준위장, 4호봉                                | Chief Warrant Officer, Four 준위장, 4호봉 |                         |
| WO             | WO-3           | W-3            | 준위 (准尉)     | -                   | 준위 (准尉)                 | -                      | Chief Warrant Officer, Three 준위장, 3호봉 | Chief Warrant Officer, Three 준위장, 3호봉      | -                                                   | Chief Warrant Officer, Three 준위장, 3호봉                               | Chief Warrant Officer, Three 준위장, 3호봉 |                         |
| WO             | WO-2           | W-2            | 준위 (准尉)     | -                   | 준위 (准尉)                 | -                      | Chief Warrant Officer, Two 준위장, 2호봉   | Chief Warrant Officer, Two 준위장, 2호봉        | -                                                   | Chief Warrant Officer, Two 준위장, 2호봉                                 | Chief Warrant Officer, Two 준위장, 2호봉 |                         |
| WO             | WO-1           | W-1            | 준위 (准尉)     | -                   | 준위 (准尉)                 | -                      | Warrant Officer, One 준위, 1호봉           | Warrant Officer, One 준위, 1호봉                | -                                                   | Warrant Officer, One 준위, 1호봉                                         | - |                         |
| OR-9           | OR-9           | E-9            | 원사 (元士)     | 특무상사 (特務上士) | 조장 (曹長)                 | 1급군사장 (一級軍士長) | Sergeant Major of the Army 육군주임원사    | Sergeant Major of the Marine Corps 해병주임원사 | Chief Master Sergeant of the Air Force 공군주임원사 | Master Chief Petty Officer of the Navy 해군주임원사                      | Master Chief Petty Officer of the Coast Guard 해안 경비대 주임원사 |                         |
| OR-9           | OR-9           | E-9            | 원사 (元士)     | 특무상사 (特務上士) | 조장 (曹長)                 | 2급군사장 (二級軍士長) | Command Sergeant Major 주임원사            | Master Gunnery Sergeant 주임원사                | Command Chief Master Sergeant 주임원사              | Command Master Chief Petty Officer 사령부주임원사                        | Command Master Chief Petty Officer 사령부주임원사 |                         |
| OR-9           | OR-9           | E-9            | 원사 (元士)     | 특무상사 (特務上士) | 조장 (曹長)                 | 3급군사장 (三級軍士長) | Command Sergeant Major 주임원사            | Master Gunnery Sergeant 주임원사                | Command Chief Master Sergeant 주임원사              | Fleet-Force Master Chief Petty Officer 함대주임원사                      | Master Chief Petty Officer of the Coast Guard Reserve Force or Area/DCO/DCMS Command Master Chief Petty Officer 각 해안경비대 예비군 및 각 지구/작전담당/지원담당 주임원사 |                         |
| OR-9           | OR-9           | E-9            | 원사 (元士)     | 특무상사 (特務上士) | 조장 (曹長)                 | 4급군사장 (四級軍士長) | Sergeant Major 원사                        | Sergeant Major 원사                             | Chief Master Sergeant 원사                          | Master Chief Petty Officer 원사                                          | Master Chief Petty Officer 원사 |                         |
| OR-8           | OR-8           | E-8            | 상사 (上士)     | 상사 (上士)         | 일등조 (一等曹)             | 상사 (上士)            | First Sergeant 일등상사                    | First Sergeant 일등상사                         | Senior Master Sergeant 상사                         | Command Senior Chief Petty Officer 일등상사                              | - |                         |
| OR-8           | OR-8           | E-8            | 상사 (上士)     | 상사 (上士)         | 일등조 (一等曹)             | 상사 (上士)            | Master Sergeant 상사                       | Master Sergeant 상사                            | Senior Master Sergeant 상사                         | Senior Chief Petty Officer 상사                                          | Senior Chief Petty Officer 상사 |                         |
| OR-7           | OR-7           | E-7            | 중사 (中士)     | 중사 (中士)         | 이등조 (二等曹)             | 중사 (中士)            | Sergeant First Class                       | Gunnery Sergeant                                | Master Sergeant 중사                                | Chief Petty Officer 중사                                                 | Chief Petty Officer 중사 |                         |
| OR-6           | OR-6           | E-6            | 하사 (下士)     | 하사 (下士)         | 삼등조 (三等曹)             | 하사 (下士)            | Staff Sergeant 하사                        | Staff Sergeant 하사                             | Technical Sergeant 전문하사                         | Petty Officer First Class 1등사                                          | Petty Officer First Class 1등사 |                         |
| OR-5           | OR-5           | E-5            | 병장 (兵長)     | 상급병사 (上級兵士) | -                           | 상등병 (上等兵)        | Sergeant 병장                              | Sergeant 병장                                   | Staff Sergeant 하사                                 | Petty Officer Second Class 2등사                                         | Petty Officer Second Class 2등사 |                         |
| OR-4           | OR-4           | E-4            | 상등병 (上等兵) | 중급병사 (中級兵士) | 사장 (士長)                 | 상등병 (上等兵)        | Corporal 상병                              | Corporal 상병                                   | Senior Airman 선임공병                              | Petty Officer Third Class 3등사                                          | Petty Officer Third Class 3등사 |                         |
| OR-4           | OR-4           | E-4            | 상등병 (上等兵) | 중급병사 (中級兵士) | 사장 (士長)                 | 상등병 (上等兵)        | Specialist 특무병                          | Corporal 상병                                   | Senior Airman 선임공병                              | Petty Officer Third Class 3등사                                          | Petty Officer Third Class 3등사 |                         |
| OR-3           | OR-3           | E-3            | 일등병 (一等兵) | 초급병사 (初級兵士) | 일등사 (一等士)             | 열병 (列兵)            | Private First Class 일등병                 | Lance Corporal 준상병                           | Airman First Class 일등공병                         | Seaman 수병                                                              | Seaman 수병 |                         |
| OR-2           | OR-2           | E-2            | 이등병 (二等兵) | 전사 (戰士)         | 이등사 (二等士)             | 열병 (列兵)            | Private Second Class 이등병                | Private First Class 일등병                      | Airman 공병                                         | Seaman Apprentice 견습수병                                               | Seaman Apprentice 견습수병 |                         |
| OR-1           | OR-1           | E-1            | 이등병 (二等兵) | 훈련병 (訓練兵)     | 자위관후보생 (自衛官候補生) | 열병 (列兵)            | 삼등사 (三等士)                            | Private 병                                      | Private 병                                          | Airman Basic 기초공병                                                    | Seaman Recruit 신입수병 | Seaman Recruit 신입수병 |

- 원수위는 명예직이다 직책은 대장급이 맟은 직책을 그대로 사용하며  원수이상은  말하자면  종신대장이라고 보면 된다
- 표에서 붉은 색은 병사를, 노란색은 부사관을 의미한다.
- 2013년부터 계급별 복무기간이 이등병 3개월, 일등병 7개월, 상등병 7개월, 병장 나머지 기간[3]으로 변경되었다.[4]
- 자위대는 등급과 단위명 사이에 소속을 붙여 육(陸)장보, 이등해(海)좌, 삼등공(空)조…식으로 읽는다.
- 독일 연방군 계급의 경우 한국의 군 계급체계와 약간 차이가 있는데 부사관 계급에 선임하사, 선임중사, 선임원사가 있으며, 위관 장교 계급에 상급대위가 존재한다. 1990년 10월 3일에 독일이 통일할 당시, 서독의 미군식 계급체계와 동독의 소련군식 계급체계를 통합할 때 약간의 혼선이 있었으나, 위관 장교 계급에 상급대위(Stabs-Hauptmann/Stabs-Kapitänleutnant)를 신설하여 동독군 위관 장교들을 편입 시킴으로써 현재의 독일군 위관 장교 계급체계가 정립되었다. 당시에 위관 장교 계급을 공산권의 '소위-중위-상위-대위'가 아닌 '소위-중위-대위-상급대위'로 지정한 이유는 엄연히 중위와 대위 사이에 신설한 것이 아니라 대위 위에 계급을 신설한 것이기 때문에 공산권 국가를 포함한 타국의 상위, 대위보다 더 높은 계급이라는 의미를 가지기 때문이다. 이로써 제 2차 세계대전 이후에도 독일군의 계급에는 "선임", "상급"이라는 단어가 끈질기게 남아 있게 되었다.

## 계급별 설명

### 준사관
준사관 또는 준위라는 계급은 군대에서 특정 분야의 전문가(미군에서는 Warrant Officer로 칭함)를 지칭한다. 따라서 이들은 자신이 종사하는 분야에만 종사하게 되어 있다. 그리하여 준위는 특별참모로서 계급이 낮음에도 불구하고 대대장급까지 지휘관을 담당할 수 있다. 또한 항공준사관에 한하여 유일하게 자신의 상급자를 직속부하로 둘 수 있는데, 항공준사관은 보통 항공기의 정 조종사가 되며 그에 따른 부 조종사로 소령 또는 대위급 장교가 편제되는 경우가 많다. 정조종사는 준사관이 대부분이지만 항공기 지휘는 선임 장교가 지휘한다.

### 본인의 지원에 의하지 아니하고 임용된 하사
군인 봉급표에 나오는 '본인의 지원에 의하지 아니하고 임용된 하사'(준 부사관이라고 할 수 있음)는 전문하사와는 다르다. 전문하사는 의무복무 기간 동안은 군인사법 상 징집병과 동일하며, 그 이후에야 비로소 직업으로서의 하사로서 부사관으로 다시 군생활을 이어 나가는 것이다. 1994년 이후 병 중 차출되어 임용된 일반하사는 폐지되었으나, 전시의 경우 예비역 병장과 보충역, 제2국민역 중 임용하므로 공무원 봉급표 상 여히 존재한다.

### 일반직공무원과의 비교
공무원 임용규칙
[시행 2015.10.20.] [인사혁신처예규 제12호, 2015.10.20., 일부개정]
1. [별표 1] 공무원경력의 상당계급기준표(제5조제3항 관련)공무원임용규칙
공무원 임용규칙
[시행 2014.11.19.] [인사혁신처예규 제1호, 2014.11.19., 타법개정]
http://www.law.go.kr/admRulBylInfoR.do?bylSeq=1712843&admRulSeq=2200000024584&admFlag=1
[제12호, 인사혁신처예규, 2015.10.20.]
법제처 주소:
http://www.law.go.kr/lsBylSc.do?menuId=12&query=%EA%B3%B5%EB%AC%B4%EC%9B%90%EA%B2%BD%EB%A0%A5%EC%83%81%EB%8B%B9%EA%B3%84%EA%B8%89%EA%B8%B0%EC%A4%80%ED%91%9C#AJAX
참고바람 (행정규칙 별표1)

### 군무원과의 대우기준비교[6]
- 군무원 1급: 소장(1급에서 5년이상 재직하거나 소장으로 근무한 경력시 있는 경우), 준장
- 군무원 2급: 대령
- 군무원 3급: 중령
- 군무원 4급: 소령
- 군무원 5급: 대위(5급에서 4년 이상 재직), 중위(5급에서 1년이상 재직), 소
- 군무원 6급: 준위
- 군무원 7급: 원사(7급에서 6년이상 재직), 상사
- 군무원 8급: 중사
- 군무원 9급: 하사

## 역사

### 대한제국
대한제국 당시에 도입된 군 계급의 호칭은 다음과 같으며, 이는 대한민국 국군 계급의 뼈대가 되었다.
- 원수급: 황족에게만 주어지는 계급이었다.
  - 대원수: 황제(고종 황제가 유일)
  - 원수: 황태자(황자 포함)
- 장교: 계급 이외에도 품계가 주어졌다.
  - 대장(대장): 1품, 시종 무관부 무관장
  - 부장(중장): 정2품, 동궁배종 무관부 무관장
  - 참장(소장): 종2품, 원수부 총장
  - 정령(대령): 정3품, 시위대의 연대장
  - 부령(중령): 종3품, 진위대의 연대장
  - 참령(소령): 종4품, 대대장
  - 정위(대위): 종5품, 중대장
  - 부위(중위): 정6품, 소대장
  - 참위(소위): 종6품, 소대장
- 사병: 일반병졸인 관계로 품계는 없다. 지휘보직을 받을 수도 없고, 상부의 명령에 따라 움직인다.
  - 특무정교(원사)
  - 정교(상사)
  - 부교(중사)
  - 참교(하사)
  - 상등졸(상등병)
  - 일등졸(일등병)
  - 이등졸(이등병)

### 한국 광복군
대한제국군의 계급 체계를 모방하였다.
- 장교
  - 정장(대장)
  - 부장(중장)
  - 참장(소장)
  - 정령(대령)
  - 부령(중령)
  - 참령(소령)
  - 정위(대위)
  - 부위(중위)
  - 참위(소위)
  - 준위
- 사병
  - 복무정사(원사)
  - 정사(상사)
  - 중사(중사)
  - 참사(하사)
  - 상등병
  - 일등병
  - 이등병

### 한국 전쟁당시
한국전쟁 당시의 계급은 장교는 동일했으나 사병에서 차이가 있었다.
- 장교
  - 대장
  - 중장
  - 소장
  - 준장
  - 대령
  - 중령
  - 소령
  - 대위
  - 중위
  - 소위
  - 준위
- 사병
  - 특무상사(원사)
  - 일등상사(상사)
  - 이등상사(중사)
  - 일등중사(하사): 을종하사관은 이 계급으로 임관했다.
  - 이등중사(하사)
  - 하사(병장, 상등병) : 1954년 , 1957년 병진급령에 따르면 하사는 병장과 상등병으로 개편되었다.
  - 일등병
  - 이등병

## 입대 시 최초로 부여되는 계급
- 계급 무관: 명예역 장교[7]
- 대위: 군의관(의대 졸업자)[8], ADD 박사, 군종장교(가톨릭, 원불교)[9]
- 중위: 군의관(본과 3학년 휴학 후 입대), 군수의관, 의정사관, 군법무관, 교수사관, 군종장교(개신교, 불교)
- 소위: 육군사관학교, 해군사관학교, 공군사관학교, 국군간호사관학교, 육군3사관학교, 학사사관, 간부사관, 학군사관, 군악사관, 통역장교, 재정사관, 전산사관
- 준위: 준사관
- 중사: 예비역 대위 출신 부사관[10]
- 하사: 일반부사관, 현역부사관, 특전부사관, 사관학교 4학년 퇴교자[11]
- 상병: 사관학교 3학년 퇴교자
- 이등병: 전문하사[12], 현역병

## 같이 보기
- 이등병
- 장교
- 부사관
- 하사, 준 부사관
- 공무원, 경찰관 계급, 교도관 계급, 소방관 계급
- 군대, 징병제, 대한민국의 병역 제도
- 대한민국 국군, 조선인민군, 미국의 군사, 일본 자위대, 중국 인민해방군